# Ноффке, Эльза
Эльза Ноффке (нем. Elsa Noffke; 29 июня 1905, Розмиталь — 6 ноября 1943, концентрационный лагерь Равенсбрюк) — участница сопротивления против нацизма.

## Биография
Эльза Ноффке выросла в Австро-Венгрии. В 1922 году она вступила в КПЧ. В 1926—1928 годах работала секретарём Коминтерна, а затем, в 1932 году, — в правлении КПЧ. С апреля 1932 года она была членом Коммунистической партии Германии, для которой она работала в качестве консультанта в Обществе друзей СССР в Берлине. Из-за риска, связанного с нацистским террором в Берлине в марте 1933 года, она эмигрировала в Нидерланды, где продолжала свою работу. В 1934 и 1935 годах она вновь работает в издательстве «Ленинград», а затем в объединении для иностранных работников в Москве, где она познакомилась с редактором Эрнстом Ноффкe (1903—1973), за которого она вышла замуж в 1935 году.
После вторжения Германии в Советский Союз в августе 1941 года она проходила подготовку в качестве десантника и радиста. В октябре 1942 года она выехала в Великобританию. 24 февраля 1943 года вместе с Георгом Титце высадилась на парашюте из самолета британских ВВС в окрестностях Фрайбурга. В конце апреля 1943 года она была арестована гестапо. Сначала её пытались перевербовать и отправить в качестве приманки в Швейцарию, но позднее Ноффке была помещена в концентрационный лагерь Равенсбрюк, где подверглась пыткам и затем была расстреляна.